# Mochizuki Chiyome
Mochizuki Chiyome  (望月 千代女?), nota anche come Mochizuki Chiyojo, (fl. XVI secolo) è una ninja leggendaria, alla quale si attribuisce la creazione di un gruppo di kunoichi.
Anche se alcuni libri non-accademici sostengono la sua esistenza, il suo nome è apparso solo nel libro Indagine della storia giapponese scritto da Shisei Inagaki nel 1971.

## Ipotetica biografia
Si dice fosse originariamente del clan Kōga, era la moglie di Mochizuki Nobumasa, un signore della guerra samurai di Shinano e signore del Castello di Mochizuki (fu ucciso nella battaglia di Nagashino nel 1575)

## Nella cultura di massa
Mochizuki Chiyome è presentata come personaggio nel videogioco Red Ninja: End of Honor, nella serie di videogiochi Samurai Warriors (come addestratrice del personaggio Kunoichi in Samurai Warriors e appare come capo delle guardie del corpo kunoichi in Samurai Warriors 2) e nel videogioco Sangoku Heroes. È inoltre presente come personaggio non giocante di nome Chiyome in Pokémon Conquest, dove utilizza Pokémon di tipo Buio e Terra.
In Italia il personaggio di Mochiyuki Chiyome compare nel fumetto I fiori del massacro, scritto da Roberto Recchioni e disegnato da Andrea Accardi, pubblicato nel dicembre 2013 nella collana Le storie n. 15, della Sergio Bonelli Editore. Nel racconto, Chiyome addestra una giovane in cerca di vendetta contro gli assassini del padre.